# Rincón el Caballar
Rincón el Caballar är en ort i Mexiko.   Den ligger i kommunen Frontera Comalapa och delstaten Chiapas, i den sydöstra delen av landet, 900 km sydost om huvudstaden Mexico City. Rincón el Caballar ligger 677 meter över havet och antalet invånare är 205.
Terrängen runt Rincón el Caballar är varierad. Runt Rincón el Caballar är det ganska tätbefolkat, med 100 invånare per kvadratkilometer. Närmaste större samhälle är Frontera Comalapa, 1,8 km väster om Rincón el Caballar. I omgivningarna runt Rincón el Caballar växer huvudsakligen savannskog.